# 아오미촌
아오미촌(阿乎美村)은 아이치현 헤키카이군에 설치되었던 촌이다. 현재의 오카자키시에 해당한다.